# جیسون لوتوایلر
جیسون لوتوایلر (انگلیسی: Jayson Leutwiler؛ زادهٔ ۲۵ آوریل ۱۹۸۹) بازیکن فوتبال اهل سوئیس است.
از باشگاه‌هایی که در آن بازی کرده‌است می‌توان به باشگاه فوتبال بازل، باشگاه فوتبال میدلزبرو، و باشگاه فوتبال شروزبری تاون اشاره کرد.
وی همچنین در تیم‌های پایه ملی فوتبال سوئیس و کانادا بازی کرده‌است.